# Aclerda phaseoliformis
Aclerda phaseoliformis är en insektsart som beskrevs av Borchsenius 1949. Aclerda phaseoliformis ingår i släktet Aclerda och familjen Aclerdidae. Inga underarter finns listade i Catalogue of Life.